# 알리 다부디
알리 다부디(페르시아어: علی داودی,‎ 1999년 3월 22일~)는 이란의 역도 선수이다. 2020년 하계 올림픽 남자 슈퍼헤비급 은메달을 획득했다.